# Cramberg
Cramberg ist eine Ortsgemeinde  im Naturpark Nassau im Rhein-Lahn-Kreis in Rheinland-Pfalz. Sie gehört der Verbandsgemeinde Diez an.

## Geographie
Cramberg liegt an den Ausläufern des Taunus im westlichen Hintertaunus am Rande eines steilen Abhangs über der Lahn auf 200 m ü. NHN, etwa 100 Meter über dem Flusslauf der Lahn am sogenannten „Cramberger Bogen“. Die Lahn bildet auf etwa 7,5 km die Gemeindegrenze.

## Geschichte
Cramberg wurde erstmals im Jahr 1261 urkundlich erwähnt. Eine Kapelle wurde erstmals 1319 erwähnt, eine zweite wurde 1516 gebaut. Die evangelische Kirche in der heutigen Form stammt aus dem Jahre 1791.
1348 wurde von Heinrich von Crampburg eine Burg errichtet, die aber im Dreißigjährigen Krieg schwer beschädigt wurde. Ihre Überreste dienten im 19. Jahrhundert als Steinbruch, so dass heute bis auf Reste der Kellergewölbe nichts mehr von dieser Burg erhalten ist.
Ab 1806 war der Ort Teil des Herzogtums Nassau, das 1866 von Preußen annektiert wurde. Seit 1946 ist der Ort Teil des Landes Rheinland-Pfalz.
Im 17. Jahrhundert wurde in Cramberg eine Volksschule eingerichtet, der Unterricht fand zunächst in den Privatwohnungen der Lehrer statt. Erst 1736 wurde ein Wohngebäude erworben, das als Schule genutzt wurde. Die erste Schule wurde 1782 durch einen Neubau ersetzt, dieses Gebäude wurde 1978 abgerissen und stand an der Stelle, an der heute der Dorfplatz ist.
Die Einwohnerschaft entwickelte sich im 19. und 20. Jahrhundert wie folgt: 1843: 476 Einwohner, 1927: 545 Einwohner, 1964: 561 Einwohner.

## Religion
Cramberg ist der römisch-katholischen Kirchengemeinde St. Bartholomäus in Balduinstein zugeordnet, diese gehört zum Pastoralen Raum Diez, welcher selbst wiederum dem Bezirk Limburg im Bistum Limburg eingegliedert ist.
Auf evangelischer Seite ist der Ort der Kirchengemeinde Cramberg im Dekanat Nassauer Land in der Propstei Rheinhessen-Nassauer Land der Evangelischen Kirche in Hessen und Nassau (EKHN) zugehörig.
Einwohner jüdischen Glaubens gab es auch in Cramberg, ihre Höchstzahl ist 1843 mit 22 Personen nachgewiesen. Ein jüdischer Friedhof wird im 17. Jahrhundert auf die Initiative der Fürsten von Schaumburg angelegt. Er liegt nordwestlich außerhalb des Ortes.
Über die Errichtung einer Gedenktafel für die Opfer der Nationalsozialistischen Zeit ist es im Jahr 2007 zu kontroversen Diskussionen gekommen, die auch überregionale Beachtung fanden.

## Politik

### Gemeinderat
Der Gemeinderat in Cramberg besteht aus acht Ratsmitgliedern, die bei der Kommunalwahl am 9. Juni 2024 in einer Mehrheitswahl gewählt wurden, und der ehrenamtlichen Ortsbürgermeisterin als Vorsitzender.

### Bürgermeister
Simone Spies wurde am 16. Juli 2024 Ortsbürgermeisterin von Cramberg. Bei der Direktwahl am 9. Juni 2024 war sie ohne Gegenkandidat mit 82,5 % der Stimmen gewählt worden.
Ihre Vorgängerin Marion Meffert hatte das Amt zehn Jahre inne. Zuletzt bei der Direktwahl am 26. Mai 2019 war sie mit einem Stimmenanteil von 78,84 % wiedergewählt worden. Bei der Kommunalwahl 2024 trat sie nicht mehr an.

## Bauwerke

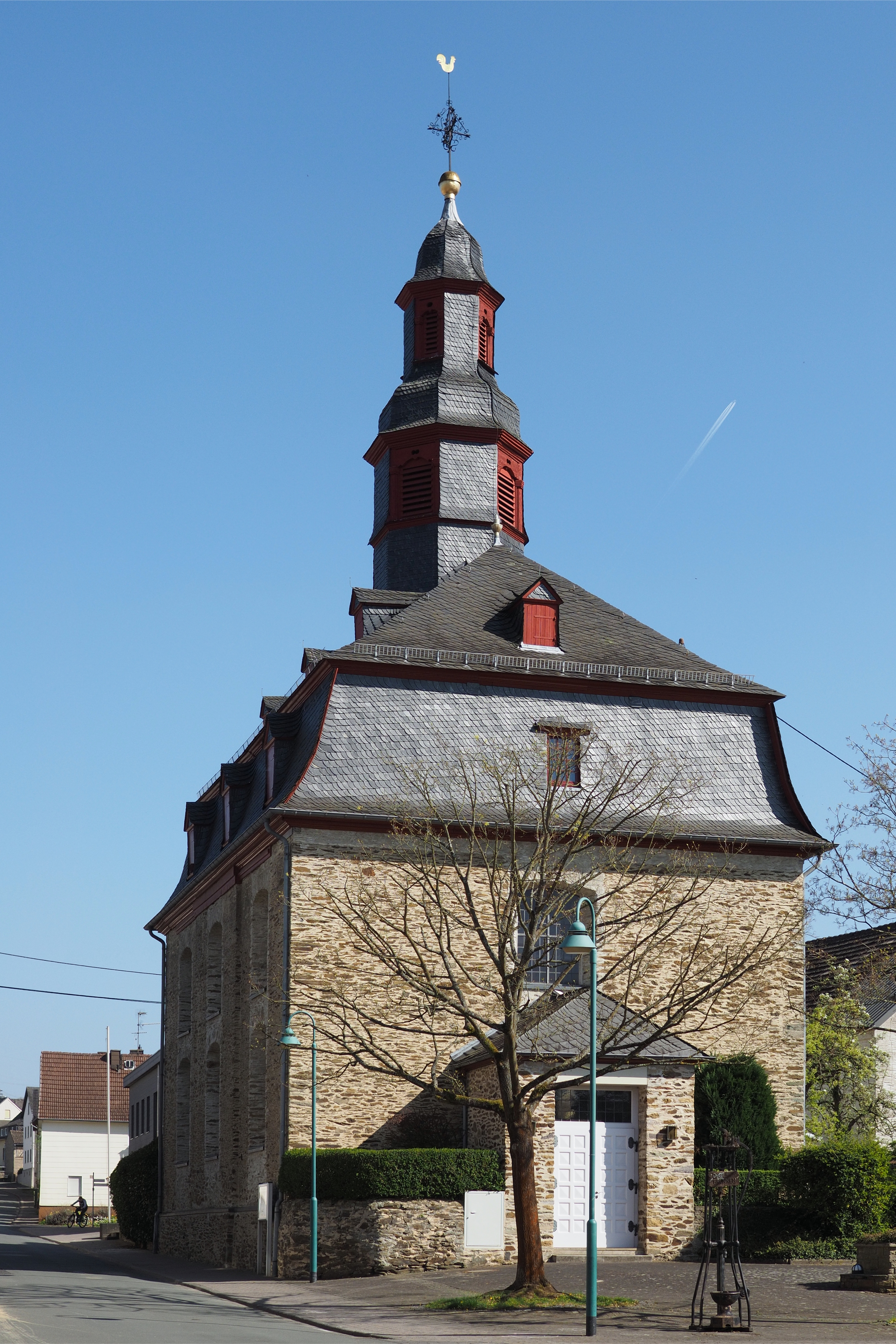
Evangelische Kirche in Cramberg

Unterhalb des Ortes Cramberg liegt das 1927 fertiggestellte Lahnkraftwerk. An der Engstelle des „Cramberger Bogens“ wurde 1926 ein etwa 700 m langer Wassertunnel gegraben, der die Lahn oberhalb und unterhalb des „Cramberger Bogens“ verbindet, während die Lahn den „Cramberger Bogen“ etwa 7 km umfließt. Das Wasser treibt durch den Höhenunterschied von 9 m drei Turbinen am unteren Ende des Tunnels an. Das Lahnkraftwerk hat eine installierte Leistung von 3,2 MW und erzeugt jährlich 18 Mio. Kilowattstunden Strom.
Seit 1862 fahren Züge auf der Lahntalbahn durch den 732 m langen Cramberger Tunnel, welcher seit Ende 2023 saniert wird. Zum Zeitpunkt seiner Inbetriebnahme war der Cramberger Tunnel der längste Tunnel in Deutschland.

## Wirtschaft und Infrastruktur
In früherer Zeit wurde auf dem Gebiet der Gemeinde Cramberg Dachschiefer und Eisenerz abgebaut. Heute betreibt die zur Hartmann Gruppe gehörende Cramberger Quarz-Kieswerk Hartmann GmbH eine Quarzkiesgrube.